# Karin Fossum

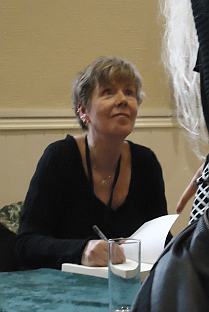
Karin Fossum, 2012

Karin Fossum (nata Mathisen; Sandefjord, 6 novembre 1954) è una scrittrice e poetessa norvegese, nota particolarmente per i suoi romanzi polizieschi che hanno come protagonista il personaggio di Konrad Sejer.

## Biografia
Ha iniziato la sua carriera artistica pubblicando una raccolta di poesie (1974). Dopo una pausa di 14 anni ha ripreso a pubblicare. Nel 1997 ha vinto il Glasnyckeln ("Chiave di vetro": premio consegnato ai migliori romanzi gialli scandinavi) con Lo sguardo di uno sconosciuto.
Vive a Sandefjord, è sposata ed ha due figlie.

## Opere

### Serie del commissario Konrad Sejer
- Evas øye , 1995
- Se deg ikke tilbake!, 1996 
  - Lo sguardo di uno sconosciuto, Frassinelli, 2002; altro titolo: La ragazza del lago, Sperling & Kupfer, 2011
- Den som frykter ulven!, 1997
  - Chi ha paura del lupo?, Frassinelli, 2005
- Djevelen holder lyset, 1998
- Elskede Poona, 2000
  - Amatissima Poona, Frassinelli, 2003
- Svarte sekunder, 2002
- Drapet på Harriet Krohn, 2004
- Den som elsker noe annet, 2007
  - Il bambino nel bosco, Frassinelli, 2008
- Den onde viljen, 2008
  - Cattive intenzioni, Sperling&Kupfer, 2012
- Varsleren, 2009
  - Al lupo al lupo, Sperling&Kupfer, 2011
- Carmen Zita og døden, 2013
- Helvetesilden, 2014
- Hviskeren, 2016
- Formørkelsen, 2018

### Altre pubblicazioni
- Kanskje i morgen, 1974
- Med ansiktet i skyggen, 1978
- I et annet lys, 1992
- Soylen, 1992
- De galles hus, 1999
- Jonas Eckel, 2002
- Natt til fjerde november, 2003
- Noveller i utvalg, 2004
- Brudd, 2006
- Jeg kan se i mørket, 2011
- Natten er et annet land, 2012

## Filmografia
(film tratti dai suoi romanzi)
- 2007 - La ragazza del lago, da Lo sguardo di uno sconosciuto. In aprile 2008 ha vinto il David di Donatello come migliore film italiano.

## Premi e riconoscimenti
- Se deg ikke tilbake! (Lo sguardo di uno sconosciuto): Premio Riverton 1996[1] e Glasnyckeln 1997[2];
- Den som frykter ulven, Bokhandlerprisen 1997[3];
- Elskede Poona (Amatissima Poona): Premio Brage 2000[4] e Los Angeles Times Book Prize, categoria Mystery/thriller per la traduzione in inglese Calling Out for You[5];
- Svarta sekunder (Black Seconds (Konrad Sejer, #6)): The Martin Beck Award 2002[6][7];
- Djevelen holder lyset: Gumshoe Awards 2007[8];
- Helvetesilden: Premio Riverton 2014[1];